# 1989 en combiné nordique
| Années du combiné nordique : 1986 - 1987 - 1988 - 1989 - 1990 - 1991 - 1992    |
| Décennies du combiné nordique : 1950 - 1960 - 1970 - 1980 - 1990 - 2000 - 2010 |

Cette page reprend les résultats de combiné nordique de l'année 1989.

## Coupe du monde
La Coupe du monde 1989 fut remportée par le Norvégien Trond-Arne Bredesen devant le vainqueur sortant, l'Autrichien Klaus Sulzenbacher, et le Suisse Hippolyt Kempf.

### Coupe de la Forêt-noire
La coupe de la Forêt-noire 1989 fut remportée par le Suisse Hippolyt Kempf.

### Festival de ski d'Holmenkollen
L'épreuve de combiné de l'édition 1989 du festival de ski d'Holmenkollen fut remportée par le Norvégien Trond Einar Elden
devant ses compatriotes Trond-Arne Bredesen et Knut Tore Apeland.

### Jeux du ski de Lahti
L'épreuve de combiné des Jeux du ski de Lahti 1989, qui donnait lieu à l'épreuve individuelle des championnats du monde, fut remportée par le coureur norvégien Trond Einar Elden devant le Soviétique Andrei Dundukow. Trond-Arne Bredesen termine troisième.

### Jeux du ski de Suède
L'épreuve de combiné des Jeux du ski de Suède 1989 fut remportée par le coureur norvégien Trond Einar Elden
devant l'Allemand de l'est Thomas Abratis et le Soviétique Allar Levandi, qui plus tard courra pour l'Estonie.

## Championnat du monde
Le championnat du monde eut lieu lors des Jeux du ski de Lahti, en Finlande.
En combiné, l'épreuve individuelle fut remportée par le coureur norvégien Trond Einar Elden devant le Soviétique Andrei Dundukow tandis que Trond-Arne Bredesen terminait troisième.
L'épreuve par équipes a vu la victoire de la Norvège ; son équipe était composée de Trond Einar Elden, Trond-Arne Bredesen et Bård Jørgen Elden. Cette équipe s'impose devant l'équipe helvète (Andreas Schaad, Hippolyt Kempf et Fredy Glanzmann) tandis que l'équipe d'Allemagne de l'est, qui disputait là ses derniers Championnats, terminait troisième ; elle se composait de Ralph Leonhardt, Bernd Blechschmidt et Thomas Abratis.

## Universiade
L'Universiade d'hiver de 1989 s'est déroulée à Sofia, en Bulgarie.
L'épreuve de combiné fut remportée par le Japonais Kenji Ogiwara devant son compatriote Takanori Kōno. Le Soviétique Sergey Zaviyalov termine troisième.

## Championnat du monde juniors
Le Championnat du monde juniors 1989 a eu lieu à Vang, en Norvège.
L'épreuve individuelle a couronné le Norvégien Trond Einar Elden devant le Français Francis Repellin. Ago Markvardt, un Soviétique qui par la suite courra pour l'Estonie, termine troisième.
L'épreuve par équipes a vu la victoire de l'équipe de Norvège, composée de Frode Moen, Fred Børre Lundberg et Trond Einar Elden. L'équipe de France (Jean-Pierre Bohard, Xavier Girard et Francis Repellin) est deuxième, devant l'équipe soviétique (Ago Markvardt, Erkhaler & Sergueï Schwagirev).

## Championnats nationaux

### Championnats d'Allemagne
En Allemagne de l'Est, l'ultime édition du championnat d'Allemagne de combiné nordique fut remportée par Bernd Blechschmidt, le champion 1987 et champion sortant. Thomas Abratis est deuxième tandis que Jörg Beetz termine troisième.
Les résultats du championnat d'Allemagne de l'Ouest de combiné nordique 1989 manquent.

### Championnat d'Estonie
Le Championnat d'Estonie 1989 n'a pas eu lieu, contrairement aux années précédentes.

### Championnat des États-Unis
Le championnat des États-Unis 1989 s'est tenu à Lake Placid, dans l'État de New York.
Il a été remporté par Joe Holland (en), le champion en titre.

### Championnat de Finlande
Les résultats
du championnat de Finlande 1989
sont incomplets. Le Champion de Finlande 1989 fut Jukka Ylipulli.

### Championnat de France
Les résultats
du championnat de France 1989,
sont incomplets. Le Champion de France 1989 fut Fabrice Guy.

### Championnat d'Islande
Comme lors des deux années précédentes, le championnat d'Islande 1989 fut remporté par Ólafur Björnsson.

### Championnat d'Italie
Le championnat d'Italie 1989 fut annulé.

### Championnat de Norvège
L'épreuve individuelle du championnat de Norvège 1989 se déroula à Konnerud. Le vainqueur fut Trond Einar Elden, suivi par Bård Jørgen Elden. Knut Tore Apeland se classe troisième.
L'épreuve par équipes du championnat eut lieu à Steinkjer. L'équipe du Nord-Trøndelag, composée de Trond Einar Elden, Bård Jørgen Elden et Hallstein Bøgseth, s'imposa. L'équipe d'Oppland (Trond-Arne Bredesen, Torbjørn Løkken et Arne Orderløkken) termina en deuxième position, devant celle de la capitale, composée de Geir Andersen, Jon Andersen et Christian Grimshei.

### Championnat de Pologne
Comme l'année précédente, le championnat de Pologne 1989 fut remporté par Stanisław Ustupski, du club Wisła-Gwardia Zakopane.

### Championnat de Suède
Le championnat de Suède 1989 a distingué Göran Andersson, du club Sysslebäcks BK ; c'était là son septième titre national consécutif. Le club champion fut le Bollnäs GIF (sv).

### Championnat de Suisse
Le Championnat de Suisse 1989 a eu lieu à Langenbruck. Le champion 1989 fut Andreas Schaad, devant Hippolyt Kempf. Hansjörg Zihlmann termine troisième.